# ソンテイ
ソンテイ町（ベトナム語：Thị xã Sơn Tây / 市社山西  発音、「ソンタイ」とも）はベトナムの首都ハノイ市が管轄するThị xã（漢字「市社」, District-level town）と呼ばれる第二級行政区である。
ベトナム語の「市社」は、一般に「市」と訳されるが、現在のソンテイはハノイ中央直轄市の下部の行政単位であるため、「町」と訳されることもある。

## 歴史
かつて存在したソンテイ省の省都であった。1965年、ハタイ省に合併し吸収され、ハドンが省都となり、ソンテイは省直轄市（thành phố, 城庯）の一つとなった。2008年8月1日、ハタイ省がハノイ市に吸収されると、ソンテイは「城庯（City）」から「市社（Town）」へ格下げとなったことから、「ソンテイ町」と訳されることがある。また、中央直轄市が管轄する第二級行政区では唯一の「市社」である。
ソンテイは数千年の歴史がある村を持つことで有名。 

## 行政
ソンテイ市は9坊、6社を管轄する。
- レロイ坊（Lê Lợi / 黎利）
- クアンチュン坊（Quang Trung / 光中）
- フーティン坊（Phú Thịnh / 富盛）
- ゴクエン坊（Ngô Quyền / 吳權）
- ソンロック坊（Sơn Lộc / 山祿）
- スアンカイン坊（Xuân Khanh / 春卿）
- チュンフン坊（Trung Hưng / 中興）
- ヴィエンソン坊（Viên Sơn / 圓山）
- チュンソンチャム坊（Trung Sơn Trầm / 中山沈）
- ドゥオンラム社（Đường Lâm / 唐林）
- タインミー社（Thanh Mỹ /靑美）
- スアンソン社（Xuân Sơn / 春山）
- キムソン社（Kim Sơn / 金山）
- ソンドン社（Sơn Đông / 山東）
- コードン社（Cổ Đông / 古東）